# Deus Ex
Deus Ex [ˈdeːʊs ɛks] (angelehnt an den lateinischen Ausdruck deus ex machina) ist der erste Teil der gleichnamigen Videospiel-Reihe aus dem Jahr 2000. Er wurde von dem US-amerikanischen Studio Ion Storm Austin entwickelt und von Eidos Interactive auf den Markt gebracht. Das futuristische Action-Rollenspiel mit Stealth- und Ego-Shooter-Elementen erschien für Windows und Mac OS. 2002 folgte eine angepasste Version für die PlayStation 2. Aufgrund der erstmals dargebotenen Handlungsfreiheit des Spielers gilt Deus Ex als Meilenstein der Videospielgeschichte.

## Handlung
Das Spiel spielt in einer nahen, dystopischen Zukunft und gilt als eines der ersten Spiele, die dem Genre des Cyberpunk angehören. Die im Spiel dargestellte Veränderung der menschlichen Rasse durch Nanotechnologie und viele andere Aspekte der Handlung reflektieren außerdem Ideen der philosophischen Denkrichtung des Transhumanismus. Der Spieler besucht dabei an Originalschauplätze angelehnte Orte, wie New York, Hongkong, Paris, den Luftwaffenstützpunkt Vandenberg Air Force Base sowie die Area 51.
Die Handlung von Deus Ex greift viele Verschwörungstheorien auf und setzt diese Elemente zu einer tiefgehenden Geschichte zusammen, in der der Spieler als nanotechnisch verbesserter Agent hinter die Machenschaften einer Untergrundorganisation kommen und verhindern muss, dass diese die Weltherrschaft an sich reißt. Zum Ende hin weitet sich die Handlung zu einem philosophischen Trilemma aus, in dem der Spieler entscheiden muss, wie die Geschichte der Welt weitergehen soll – entweder im Stile des Kapitalismus des 20. Jahrhunderts mit all seinen Fehlern, einem Rückfall der Welt in ein Zeitalter prähistorischer Anarchie, oder einer wohlwollenden Diktatur einer allmächtigen und allwissenden Computer-KI angebotenen Frieden.
Deus Ex baut auf eine große Zahl wissenschaftlicher Hintergrundinformationen. Eines der zentralen Themen ist Nanotechnologie – der Hauptcharakter, JC Denton, dient als mit symbiotischen, mikroskopisch kleinen biomechanischen Computern (sogenannte Naniten, siehe Nanotechnologie) verbesserter Agent unter der Flagge der fiktiven UN-Organisation United Nations Anti-Terrorist Coalition (UNATCO). Im Spiel integriert finden sich zahlreiche Texte über Nanotechnologie, die die dahinter stehende Wissenschaft sehr genau beschreiben. In der gesamten Spielumgebung finden sich außerdem viele Anspielungen auf Einflüsse von klassischer Literatur (in E-Mails, Büchern, Mottos und Notizen).
Handlungen und Entscheidung des Spielers wirken sich in geringem Maße auf den weiteren Spielverlauf aus und der Spieler erhält ein entsprechendes Feedback. So wird JC Denton im UNATCO-Hauptquartier beim Betreten der Damentoilette nicht nur von der dort anwesenden Frau zurechtgewiesen, sondern wird auch in einer späteren Zwischensequenz von seinem Vorgesetzten ermahnt, dies zukünftig zu unterlassen.

## Spielprinzip
Deus Ex kombiniert Action-Elemente eines Ego-Shooters mit der Charakterentwicklung eines Rollenspiels. Der Erfolg im Umgang mit Waffen ist daher nicht allein vom Geschick des Spielers, sondern auch von den Talentwerten des Hauptcharakters abhängig. Deus Ex zeichnet sich vor allem durch eine große Handlungsfreiheit aus. Für fast jede Aufgabenstellung im Spiel gibt es mehrere Lösungsmöglichkeiten, jedoch hat jede Handlungsweise Konsequenzen im weiteren Spielverlauf. Deus Ex gilt daher als ein Meilenstein der immersiven Simulation.
Im Wesentlichen steht der Spieler immer vor der Wahl, ob er mit Waffengewalt, mit technischen Hilfsmitteln oder durch Schleichen und Infiltration an sein Ziel gelangen möchte. Werden alle gebotenen Möglichkeiten ausgenutzt, ist es möglich, das Spiel nahezu durchgängig ohne die Abgabe eines einzigen Schusses oder das (eigenhändige) Töten eines Gegners durchzuspielen. Es steht jedoch auch ein großes Waffenarsenal zur Verfügung.

## Entwicklungsgeschichte
Das Konzept wurde von Warren Spector bereits 1994 skizziert. Er pitchte es unter dem Namen Troubleshooter an seinen damaligen Arbeitgeber Origin Systems. Inspiriert von Stirb langsam sollte der Spieler als Problemlöser bei Geiselnahmen auftreten, wobei sowohl Verhandlungen als auch Schusswechsel möglich wären, ein neuartiges Konzept, welches für das Studio damals zu riskant erschien. Als Junction Point wurde das Konzept in düsterer Blade Runner Kulisse an Looking Glass Studios vorgetragen, denen hierfür jedoch die Ressourcen fehlten. Mit dem Wechsel zu Ion Storm ging im September 1997 das nun Majestic Revelations genannte Projekt in Produktion. Inhaltlich orientierte man sich an der Fernsehserie Akte X sowie die zum Jahrtausendwechsel aufkeimenden Verschwörungstheorien. Aus dem 500 Seiten starken Design-Dokument wurden zahlreiche Elemente nicht verwendet, da sie spielerisch nicht sinnvoll oder zu aufwändig in der Implementierung waren. Darunter zählen Missionen im Weißen Haus, dem Bunker des Präsidenten, einer Unterwasserstation, überfluteten Städten, einer Mondbasis, einem unter Belagerung stehenden Austin, dem Flugplatz von Denver und dem Finale auf einer Raumstation. Ebenso wurde der Skilltree von Grund auf überarbeitet.
Das Spiel basiert auf der Unreal Engine. Die Motivation für die Entwicklung von Deus Ex kam laut Warren Spector von seiner Unzufriedenheit mit Dark Project: Der Meisterdieb, an dem er kurzzeitig mitgearbeitet hatte, und der Art und Weise, wie es den Spieler in die Kämpfe zwinge. Er wollte daher ein Spiel entwickeln, in dem sowohl Schleichen als auch Kämpfen als gleichberechtigte Lösungen möglich sein sollten. Er hoffte ebenfalls, damit branchenweit Einfluss auf das künftige Design von Spielen zu nehmen. Das Design des Spiels war zudem von System Shock inspiriert, wo dem Spieler mehrere Möglichkeiten zum Erreichen seiner Ziele offenstanden und das Spielsystem entsprechend reagierte (immersive Simulation). Der Soundtrack wurde von Alexander Brandon, Dan Gardopée, Michiel van den Bos und Reeves Gabrels komponiert und beinhaltet verschiedene Musikstile wie Techno, Jazz und Klassik, wobei sich die Musik übergangslos an die jeweils vorherrschende Situation anpassen kann (Gespräche, Kampfszenen, Level-Übergänge etc.).
Das Spiel lief auf damaligen Rechnern mitunter langsam, die nicht mit entsprechenden 3D-beschleunigten Grafikkarten mit z. B. Nvidia GeForce 1/2, 3dfx-Voodoo 3/4/5, oder S3 Savage-2000-Chipsatz ausgerüstet waren.
Nach der Veröffentlichung des Spiels gab der Hersteller Ion Storm einige Patches heraus. Neben diverser Fehlerbereinigungen wurde dabei die PC-Version des Spiels um einen Mehrspieler-Modus mit den Spielmodi Deathmatch, Basic Team Deathmatch, and Advanced Team Deathmatch erweitert. Einige weitere Probleme wurden später durch Fan-Patches behoben.
2002 erschien eine angepasste Version des Spiels unter dem Titel Deus Ex: The Conspiracy für die PlayStation 2, allerdings ohne Mehrspieler-Modus. Eine Portierung für das Betriebssystem Linux war beinahe fertiggestellt, wurde jedoch nicht veröffentlicht, da die ausführende Firma Loki Software vor Abschluss der Arbeiten Insolvenz anmeldete. Am 16. Mai 2012 wurde die PS2-Variante des Spiels als Downloadtitel für die PlayStation 3 veröffentlicht.
Für Deus Ex gibt es einen inoffiziellen DirectX-10-Renderer und mehrere Modifikationen, die das Spiel durch hochauflösende Texturen und technische Anpassungen grafisch aufwerten. Bis heute werden umfangreiche Mods wie GMDX (seit 2013) und Revision (seit 2015) für Deus Ex entwickelt und veröffentlicht.

### Fortsetzungen

#### Deus Ex: Invisible War
Der direkte Nachfolger zu Deus Ex von Ion Storm Austin erschien im Jahr 2004 für Xbox und PC. Invisible War spielt 20 Jahre nach den Ereignissen von Deus Ex. Der Spieler steuert darin Alex D., einen weiteren Denton-Klon. Für die Handlung des Spiels wurden alle Lösungsmöglichkeiten des Vorgängers miteinander kombiniert. Darin befindet sich die Welt im Wiederaufbau nach dem sogenannten Großen Zusammenbruch, mehrere religiöse Organisationen und Geheimbünde ringen um die Vorherrschaft. Alex D. wächst in der Tarsus-Akademie in Chicago auf, die zu Beginn des Spiels einem terroristischen Anschlag zum Opfer fällt. Alex wird in die Tarsus-Akademie nach Seattle evakuiert, von wo aus er die Hintergründe der Anschläge aufzudecken versucht.
Der Nachfolger war von Beginn an für eine Veröffentlichung auf der Xbox konzipiert und daher auf die schwächere Hardware der Konsole ausgelegt. Die damit verbundenen Einschränkungen wie bspw. die Verkleinerung der Levels und Vereinfachungen beim Gameplay wurde vielfach kritisiert. Dennoch erhielt das Spiel ebenfalls sehr gute, wenn auch schlechtere Noten als sein Vorgänger und verkaufte sich mit 1,2 Millionen Kopien deutlich besser als sein Vorgänger.

#### Deus Ex: Human Revolution
2007 eröffnete Publisher Eidos in Montreal ein neues Entwicklungsstudio, das mit der Fortführung der Deus-Ex-Reihe betraut wurde. Nach Übernahme Eidos’ durch den japanischen Publisher Square Enix im Jahr 2009 erschien das Spiel schließlich am 26. August 2011 für PC, Xbox 360 und PS3. Die Handlung des Spiels ist 25 Jahre vor den Ereignissen von Deus Ex angesiedelt und handelt vom Aufkommen mechanischer Augmentierungen. Der Spieler übernimmt darin die Rolle von Adam Jensen, dem Sicherheitschef eines führenden Unternehmens für Augmentierungen. Durch einen Angriff auf die Firma wird Jensen schwer verletzt und wird selbst mit Augmentierungen ausgestattet. Nach seiner Genesung erhält er den Auftrag, die Hintergründe des Überfalls und die dafür verantwortlichen Personen aufzudecken.
Die aufwändig produzierte und beworbene Fortsetzung erhielt nicht zuletzt wegen ihrer deutlichen Orientierung am ersten Teil der Serie sehr gute Bewertungen.

#### Deus Ex: The Fall
Im Juli 2013 wurde ein viertes Spiel ursprünglich exklusiv für mobile Geräte (iOS, später auch Android) veröffentlicht. Es handelt sich dabei um eine begleitende Vorgeschichte zu Human Revolution und schließt an die Vorerzählung durch den Begleitroman Deus Ex: Icarus Effekt von James Swallow an. Der ehemalige Belltower-Söldner kommt darin illegalen Medikamententests seines alten Arbeitgebers auf die Spur. Im März 2014 folgte eine Portierung des Spiels für Windows-PCs. Das Spiel schnitt, im Vergleich zu Deus Ex: Human Revolution, bei verschiedenen Bewertungen eher mäßig ab.

#### Deus Ex: Mankind Divided
Mit einer Coverstory für die Mai-Ausgabe des US-Spielemagazins Game Informer und der Veröffentlichung eines von Visual Works entworfenen CGI-Trailer am 8. April 2015 kündigte Square Enix 2015 eine Fortsetzung der Erzählung um Adam Jensen an. Der Titel spielt im Jahr 2029, zwei Jahre nach Human Revolution. Die gesellschaftliche Lage ist durch die im Vorgänger beschriebenen Ereignisse angespannt, eine Form von „mechanischer Apartheid“ ist entstanden. Augmentierte Menschen werden verfolgt und ausgegrenzt, es kommt zu Unruhen. Adam Jensen bekämpft für die Interpol-Spezialeinheit Taskforce 29 augmentierte Terroristen, gleichzeitig versucht er mithilfe der Aktivisten des Juggernaut-Kollektivs hinter die Identität der Illuminaten zu kommen. Jensens Weg führt ihn nach Prag, wo die Augmentierten in einem eigenen Vorort, der nur noch als Golem City bezeichnet wird, interniert wurden.
Das Spiel entstand auf Grundlage der Dawn-Engine, einer Weiterentwicklung der Glacier-2-Engine aus Hitman: Absolution, mit Unterstützung für DirectX 12 und TressFX 3.0. Deus Ex: Mankind Divided erschien am 23. August 2016 für PlayStation 4, Xbox One und Windows.

## Rezeption

### Presseberichte und Auszeichnungen
Metacritic gibt bei 28 Rezensionen für die PC-Version eine durchschnittliche Wertung von 90 von 100 Punkten an, GameRankings gab insgesamt 91 %. Positiv wurden dabei die zahlreichen unterschiedlichen Lösungsmöglichkeiten hervorgehoben. Die Grafik wurde als zeitgemäß bewertet, gleichzeitig jedoch auch als ein wenig trist und zweckmäßig bezeichnet. Kritik geäußert wurde am Fehlen der ursprünglich angekündigten deutschen Synchronisation. Die PS2-Version erhielt ebenfalls positive, jedoch deutlich schlechtere Bewertungen. (Metacritic: 81/GameRankings: 83 %) Bis April 2009 wurden etwa eine Million Exemplare des Spiels verkauft.
Die Academy of Interactive Arts & Sciences zeichnete das Spiel bei den Preisverleihungen 2001 in den Kategorien Innovation und Bestes PC-Spiel Action/Adventure aus. Daneben war es außerdem nominiert in den Kategorien Spiel des Jahres, PC-Spiel des Jahres, Computer-Rollenspiel des Jahres und Sound Design. Bei den Game Developers Choice Awards 2001 wurde das Spiel für das beste Gamedesign und mit einem Game Spotlight Award ausgezeichnet, nominiert war es außerdem in der Kategorie Spiel des Jahres. In Deutschland wurde das PC-Spiel mit dem Gold-Award der Zeitschrift GameStar und dem Gold Player der PC Player ausgezeichnet. In einer Umfrage unter professionellen Lesern des Branchenmagazins Gamasutra vom September 2006 wurde das Spiel auf den vierten Platz der Quantum Leap Awards (dt.: Quantensprung) gewählt, als eines von fünf Spielen, das das Rollenspiel-Genre am meisten vorangebracht hätte.

### Theaterstück und Verfilmung
Auch in Nicht-Spielerkreisen erhielt Deus Ex aufgrund seiner Handlung und seines kulturellen Anspruchs als eines der wenigen Computerspiele seiner Zeit Beachtung. 2002 war in Absprache mit Publisher Eidos eine Bühnenumsetzung der Thematik am Staatstheater Kassel geplant. Wesentliches Element des Theaterstückes von Regisseur Christian Suhr und seinem Co-Autor Herbert Debes um den Anti-Terror-Agent war die Interaktion mit dem Publikum, das an Schlüsselstellen entscheiden sollte, wie die Handlung verläuft. Zwei Wochen vor der Uraufführung zog Publisher Eidos die Genehmigung jedoch wieder zurück, da sie mit den Verwertungsrechten einer bereits zuvor vergebenen Filmlizenz kollidierten.
Eine Verfilmung der beiden ersten Teile des Spiels war durch Columbia Pictures vorgesehen, die Produktion wurde jedoch im Mai 2004 aus bisher unbekannten Gründen eingestellt. Gerüchtehalber hatte dies auch mit den damaligen Querelen bei Ion Storm zu tun, die sich unter anderem im Weggang des Studiogründers Warren Spector und der Designer Harvey “Witchboy” Smith und Randy Smith manifestierten. Anfang 2005 wurde Ion Storm schließlich von Besitzer Eidos geschlossen.